# Misandria
La misandria o misoandria (del griego μισο- miso- 'que odia', derivado de μισεῖν miseîn 'odiar', ἀνήρ, ἀνδρός anḗr, andrós 'varón' e -ia) es un término que hace referencia al odio o aversión hacia los varones u hombres o la tendencia ideológica o psicológica que consiste en despreciar al varón como sexo y con ello todo lo considerado como masculino. La misandria puede manifestarse de diferentes maneras, que incluyen denigración, discriminación, y violencia contra el varón. Se la considera como el homólogo sexista de la misoginia,  y no debe confundirse con el término androfobia.

## Definiciones y contexto
En 1909, la enciclopedia The century dictionary (editada en Nueva York) publicó la siguiente definición:

Misandria: Odio hacia los varones; mala opinión acerca de los varones, considerados como injustos y opresivos hacia las mujeres.

El vocablo reapareció en 1946 en la revista británica Scrutiny para referirse a mujeres que fingiendo misoginia ocultaban misandría. Eran tiempos de postguerra en los que la vuelta de los soldados a sus hogares, con la nostalgia del arquetipo femenino tradicional de la mujer, logró que se redefiniera el arquetipo «ángel de hogar» incitando a las mujeres a abandonar su profesión para dedicarse en exclusiva a las labores domésticas.
En 1947, Paul Nathanson y Katherine Young afirmaron que la misandria convierte a los varones en los chivos expiatorios de todos los males sociales y a las mujeres en las víctimas oficiales responsables de todo lo bueno.: 8  Los propios autores afirman en el prefacio del libro que su método no es científico: x  y que, no siendo sociólogos ni psicólogos, no se apoyan en encuestas ni en cuestionarios.: xii 
En 1960 B. Kaye publicó un libro en el que calificó como misandria la tradicional resistencia al matrimonio por parte de las mujeres en la cultura de la provincia china de Cantón, en la que las hijas se consideran una carga hasta el extremo de justificarse el aborto en China y la muerte de las recién nacidas.
El término nuevamente aparece en 1978 cuando el diario The Observer, en una cita al Oxford English Dictionary, definió misándrico, ca como lo contrario a misógino, na. A finales de los años sesenta emergió un nuevo feminismo, el Movimiento de Liberación de las Mujeres, uno de cuyos motores fue la creación de los miles de pequeños grupos de CR (consciousness raising, ‘proceso de concienciación’).
En 1993 el periódico The Guardian aseguró que el sujeto de la acción podía ser varón o mujer. Por su parte, la International encyclopedia of men and masculinities (2007) definió «misandria», en el primer párrafo, aludiendo al odio hacia los varones sobre una base genotípica. En el segundo párrafo se hace referencia a que el concepto está ganando apoyo entre grupos de varones que luchan contra lo que consideran leyes de divorcio que protegen injustamente a las mujeres y discriminan a los varones.
En el contexto de los feminicidios en Ciudad Juárez, el Estado de México dictó en 2008 una norma de prevención del acoso laboral (o mobbing) que incluye la definición de misandria entre el glosario de términos. El concepto en cuestión es ―a efectos de acoso laboral y de promoción de la igualdad― un «fenómeno psicológico que se refiere al odio, rechazo, aversión y desprecio de las mujeres hacia los varones y, en general, hacia todo lo relacionado con lo masculino. Se expresa en actos verbales y/o físicos violentos».

## Literatura
El crítico literario Harold Bloom argumentó que, aunque la palabra misandria es relativamente poco escuchada en la literatura, no es difícil encontrar rastros implícitos e incluso explícitos. En referencia a las obras de Shakespeare, Bloom argumentó: «No puedo pensar en un solo caso de misoginia, mientras que la misandria es un elemento fuerte. Shakespeare deja perfectamente claro que las mujeres en general tienen que casarse y que los hombres son narcisistas y no son de fiar, etc. En general, nos da una visión más oscura de los hombres que de las mujeres».
El escritor Anthony Synnott sostiene en su libro Re-Thinking Men: Heroes, Villains and Victims que existe una tendencia en la literatura a representar a los hombres como villanos y a las mujeres como víctimas, y afirma que hay un mercado de novelas «antimasculino» sin el correspondiente mercado «antifemenino». Citan La habitación de las mujeres, de Marilyn French, y El color púrpura, de Alice Walker. Pone como ejemplo la comparación de los hombres con los guardias de las prisiones nazis como tema común en la literatura. Cree que con ello se ignorarían no sólo las contribuciones positivas del varón a la sociedad, sino también las víctimas masculinas.
La «misandria racializada» se da tanto en la cultura y la literatura. Por ejemplo, a los varones afrodescendientes e los ha retratado con desdén como erotizados e hipermasculinos, según los estereotipos culturales predominantes.

## Críticas al concepto

### Asimetría con la misoginia
El sociólogo Allan G. Johnson sostiene en The Gender Knot: Unraveling our Patriarchal Legacy (‘El nudo del género: Desenredando nuestro legado patriarcal’), que las acusaciones de odio a los hombres se han utilizado para menospreciar a las activistas feministas y para desviar la atención hacia el hombre, reforzando una cultura androcéntrica. Johnson sostiene que la cultura no ofrece una ideología antimacho comparable a la misoginia y que «la gente suele confundir a los hombres como individuos con los hombres como categoría dominante y privilegiada de personas» y que «[dada la] realidad de la opresión de las mujeres, el privilegio masculino y la aplicación de ambos por parte de los hombres, no es de extrañar que toda mujer tenga momentos en los que esté resentida o incluso odie a los hombres».
Los sociólogos Michael Flood y Marc A. Ouellette sostienen en International Encyclopedia of Men and Masculinities que «la misandria carece de la antipatía sistémica, transhistórica, institucionalizada y legislada de la misoginia»; en su opinión, asumir un paralelismo entre misoginia y misandria simplifica en exceso las relaciones de género y poder.

## Prejucio más prevalente
Según cinco estudios de 2023 en el cual los investigadores buscaron identificar prejuicios de raza, sexo, clase social y edad, el mayor y más consistente prejuicio detectable fue pro-mujer y anti-varones.  Investigaciones de 1991 publicadas en Psychology of Women Quarterly ya daban el mismo resultado: en general, a las mujeres se les evalúa más favorablemente que a los hombres. John Tierney, antiguo periodista del The New York Times, escribió así en su análisis de un número de investigaciones científicas: «El mito de la misoginia [...] "el [mayor] interés en estudiar la misoginia sobre la misandria refleja no la prevalencia de cada prejuicio, sino una mayor preocupación por el bienestar femenino que por el masculino."»